# Stati per nome locale
Questa lista di Stati per nome locale è un elenco di nazioni del mondo con i loro nomi ufficiali nelle lingue native, inclusi gli Stati indipendenti de jure e de facto, oltre ai paesi e territori d'oltremare, e le aree a sovranità speciale.

## A
- Abkhaziya / Абхазия =  Russo per Abcasia
- Afġānestān / افغانستان = Persiano (Dari-Persiano) per Afghanistan
- Afġānistān / افغانستان = Pushtu per Afghanistan
- Algeria/ Al-Jazā'ir / الجزائر = Arabo per Algeria
- Akrotiri = Inglese per Akrotiri
- Åland = Svedese per Åland
- Al-ʿArabiyyah as-Saʿūdiyyah / المملكة العربية السعودية = Arabo per Arabia Saudita
- Al-Yaman / اليمن = Arabo per Yemen
- Alba = Gaelico Scozzese per Scozia
- American Samoa = Inglese per Samoa Americane
- Andorra = Catalano per Andorra
- Angola = Portoghese per Angola
- Anguilla = Inglese per Anguilla
- Antigua and Barbuda = Inglese per Antigua e Barbuda
- Àomén / 澳門 = Mandarino per Macao
- Aotearoa = Maori per Nuova Zelanda
- Aṗẖazeṭi / აფხაზეთი = Georgiano per Abcasia
- Aṗsny / Аҧсны = Abcaso per Abcasia
- Argentina = Spagnolo per Argentina
- Artsakh / Արցախ = Armeno per Artsakh
- Aruba = Olandese per Aruba
- Ascension Island = Inglese per Isola Ascensione
- Australia = Inglese per Australia
- Ayiti = Creolo Haitiano per Haiti
- Azərbaycan = Azero per Azerbaigian

## B
- The Bahamas = Inglese per Bahamas
- al-Baḥrayn / البحرين  = Arabo per Bahrein
- Bălgarija / България = Bulgaro per Bulgaria
- Banglādeś / বাংলাদেশ = Bengali per Bangladesh
- Barbados = Inglese per Barbados
- Belarus o Biełaruś / Беларусь = Bielorusso per Bielorussia
- Belarussiya / Белоруссия = Russo per Bielorussia
- Belau = Palauano per Palau
- België = Olandese per Belgio
- Belgique = Francese per Belgio
- Belgien = Tedesco per Belgio
- Belize = Inglese per Belize
- Bénin = Francese per Benin
- Bermuda = Inglese per Bermuda
- Bharatha Deshamu = Telugu per India
- Bhārata / ಭಾರತ = Kannada per India
- Bhārat / ভারত = Bengali per India
- Bhārat / भारत = Hindi e Marathi per India
- Bhārat / ભારત = Gujarati per India
- Bhārata / ಭಾರತ = Kannada per India
- Bhāratam / ഭാരതം = Malayalano per India
- Bhārat / بھارت = Urdu per India
- Bhārata / भारत = Sanscrito per India
- བོད་ / bod = Tibetano per Tibet
- Bolivia = Spagnolo per Bolivia
- Bosna i Hercegovina = Bosniaco e Croato per Bosnia ed Erzegovina
- Bosna i Hercegovina / Босна и Херцеговина = Serbo per Bosnia ed Erzegovina
- Botswana = Tswana e Inglese per Botswana
- Brasil = Portoghese per Brasile
- British Virgin Islands = Inglese per Isole Vergini britanniche
- Brunei = Malay per Brunei
- Burkina Faso = Francese per Burkina Faso
- Burundi = Francese per Burundi

## C
- Cabo Verde o Kabu Verdi = Portoghese e Creolo di Capo Verde per Capo Verde
- Cameroon = Inglese per Camerun
- Cameroun = Francese per Camerun
- Canada = Inglese e Francese per Canada
- Cayman Islands = Inglese per Isole Cayman
- Česká republika = Ceco per Repubblica Ceca
- Chile = Spagnolo per Cile
- Chosŏn / 조선 = Nord Coreano per Corea del Nord
- Christmas Island = Inglese per Isola del Natale
- Chungkuo o ]z]Zhongguó  / 中國 = Mandarino per Cina
- Città del Vaticano = Italiano per Città del Vaticano
- Čiṅkappūr / சிங்கப்பூர் = Tamil per Singapore
- Civitas Vaticana = Latino per Città del Vaticano
- Cocos (Keeling) Islands = Inglese per Isole Cocos (Keeling)
- Colombia = Spagnolo per Colombia
- Comores = Francese per Comore
- Congo = Francese per Repubblica Democratica del Congo
- Congo = Francese per Repubblica del Congo
- Costa Rica = Spagnolo per Costa Rica
- Côte d'Ivoire = Francese per Costa d'Avorio
- Crna Gora / Црна Гора = Serbo per Montenegro
- Cuba = Spagnolo per Cuba
- Cymru = Gallese per Galles

## D
- Dağlıq Qarabağ = Azero per Artsakh
- Danmark = Danese per Danimarca
- Dhekelia = Inglese per Dhekelia
- Deutschland = Tedesco per Germania
- Divehi Rājje / ގުޖޭއްރާ ޔާއްރިހޫމްޖު = Divehi per Maldive
- Djibouti = Francese per Gibuti
- Dominica = Inglese per Dominica
- Druk Yul / འབྲུག་ཡུལ  = Dzongkha per Bhutan

## E
- Ecuador = Spagnolo per Ecuador
- Eesti = Estone per Estonia
- Éire = Irlandese per Irlanda
- Elláda / Ελλάδα  = Greco per Grecia
- Ellan Vannin = Manx per Isola di Man
- El Filipinas = Chabacano per Filippine
- El Salvador = Spagnolo per El Salvador
- Ertra = Tigrinya per Eritrea
- Espainia = Basco per Spagna
- España =  Spagnolo e Galiziano per Spagna
- Espanha = Aragonese per Spagna
- Espanya = Catalano per Spagna
- eSwatini = Swazi per eSwatini / Swaziland

## F
- Færøerne = Danese per Isole Fær Øer
- Falkland Islands = Inglese per Isole Falkland
- Filastīn / فلسطين = Arabo per Palestina
- Filipinas = Ilokano, Kapampangano, e Pangasinense per Filippine
- Suomi = Finnico per Finlandia
- Finland = Svedese per Finlandia
- Føroyar = Faroese per Isole Fær Øer
- France = Francese per Francia

## G
- Gabon = Francese per Gabon
- The Gambia = Inglese per Gambia
- 🇬🇪 Georgia = Inglese per Georgia
- Ghana = Inglese per Ghana
- Gibraltar = Inglese per Gibilterra
- Grenada = Inglese per Grenada
- Grønland = Danese per Groenlandia
- Guåhan = Chamorro per Guam
- Guam = Inglese per Guam
- Guatemala = Spagnolo per Guatemala
- Guernsey = Inglese per Guernsey
- Guinea Ecuatorial = Spagnolo per Guinea Equatoriale
- Guiné-Bissau = Portoghese per Guinea-Bissau
- Guinée = Francese per Guinea
- Guyana = Inglese per Guyana

## H
- Haïti = Francese per Haiti
- Hanguk / 한국(韓國) o Daehanminguk / 대한민국(大韓民國) = Coreano per Corea del Sud
- Hayastan / Հայաստան = Armeno per Armenia
- Hiong Gong / 香港 = Hakka per Hong Kong
- Hoeng Gong / 香港 = Cantonese per Hong Kong
- Xiang Gang / 香港 = Mandarino/Putonghua per Hong Kong
- Hong Kong = Inglese per Hong Kong
- Honduras = Spagnolo per Honduras
- Hrvatska = Croato per Croazia

## I
- Al-Imārāt Al-Arabiyyah Al-Muttahidah / الإمارات العربيّة المتّحدة‎ = Arabo per Emirati Arabi Uniti
- Inde = Francese per India
- India = Inglese per India
- Indonesia = Indonesiano per Indonesia
- Intiyā / இந்தியா = Tamil per India
- Īrān / ایران‎ = Persiano per Iran
- Al-ʿIrāq / العراق‎ = Arabo per Iraq
- ʿErāq or Ērāq / ێراق or عێراق = Curdo per Iraq
- Iritriyā / إرتريا‎ = Arabo per Eritrea
- Ísland = Islandese per Islanda
- Isra'el (Yisrā'el) / ישראל‎ = Ebraico per Israele
- Isrā'īl / إسرائيل‎ = Arabo per Israele
- Italia = Italiano per Italia
- Ityop'iya / ኢትዮጵያ = Amarico per Etiopia

## J
- Jamaica = Inglese per Giamaica
- Al-Jazā'ir / الجزائر = Arabo per Algeria
- Jèrri = Jèrriais per Jersey
- Jībūtī / جيبوتي = Arabo per Gibuti
- Južnaja Osetija o Yuzhnaya Osetiya/ Южная Осетия = Russo per Ossezia del Sud
- al-Jumhūrīyah al-'Arabīyah as-Saharāwīyah ad-Dīmuqrātīyah /الجمهورية العربية الصحراوية الديمقراطية = Arabo per Repubblica Democratica Araba dei Sahrawi
- Jugoslavia

## K
- Kalaallit Nunaat = Groenlandese per Groenlandia
- Kâmpŭchea / កម្ពុជា = Cambogiano per Cambogia
- Kazakhstan o Kazachstan / Казахстан = Russo per Kazakistan
- Kenya = Inglese e Swahili per Kenya
- Kıbrıs = Turco per Cipro
- Kirgiziya / Киргизия = Russo per Kirghizistan
- Kiribati = Inglese e Kiribati per Kiribati
- Ködörösêse tî Bêafrîka = Sango per Repubblica Centrafricana
- Komori = Comoriano per Comore
- Kosova = Albanese per Kosovo
- Kūki 'Āirani =  Māori per Isole Cook
- al-Kuwayt / الكويت = Arabo per Kuwait
- Kypros / Κυπρος = Greco per Cipro
- Kyrgyzstan / Кыргызстан = Kyrgizo per Kirghizistan

## L
- Lao / ລາວ = Lao per Laos
- Latvija = Lettone per Lettonia
- Lesotho = Inglese e Sotho per Lesotho
- Lëtzebuerg = Lussemburghese per Lussemburgo
- Liberia = Inglese per Liberia
- Lībiyā / ليبيا  = Arabo per Libia
- Liechtenstein = Tedesco per Liechtenstein
- Lietuva = Lituano per Lituania
- Llankai / இலங்கை = Tamil per Sri Lanka
- Lubnān / لبنان = Arabo per Libano
- Luxembourg = Francese per Lussemburgo
- Luxemburg = Tedesco per Lussemburgo

## M
- Madagascar = Francese per Madagascar
- Madagasikara = Malgascio per Madagascar
- al-Maġrib / المغرب = Arabo per Marocco
- Magyarország = Ungherese per Ungheria
- Makedonija / Македонија = Macedone per Macedonia del Nord
- Malawi = Inglese per Malawi
- Malaŵi = Chewa per Malawi
- Malaysia = Malay e Inglese per Malaysia
- Mali = Francese per Mali
- Malta = Maltese e Inglese per Malta
- Man, Isle of = Inglese per Isola di Man
- Marshall Islands = Inglese per Isole Marshall
- Maurice = Francese per Mauritius
- Mauritanie = Francese per Mauritania
- Mauritius = Inglese per Mauritius
- Mayotte = Francese per Mayotte
- México = Spagnolo per Messico
- Micronesia = Inglese per Micronesia
- Mişr / مصر = Arabo per Egitto
- Moçambique = Portoghese per Mozambico
- Monaco = Francese per Monaco
- Mongol Uls / Монгол Улс = Mongolo per Mongolia
- Montserrat = Inglese per Montserrat
- Mūrītāniyā /  موريتانيا  = Arabo per Mauritania
- Myanma / ဴမန္မာ = Birmano per Birmania
- Mzantsi Afrika = Xhosa per Sudafrica

## N
- Namibia = Inglese per Namibia
- Naoero = Nauruano per Nauru
- Nauru = inglese per Nauru
- Nederland = Olandese per Paesi Bassi
- Nederlân = Frisiano per Paesi Bassi
- Nederlandse Antillen = Olandese per Antille Olandesi
- Nepāl / नेपाल = Nepali per Nepal
- New Zealand = Inglese per Nuova Zelanda
- Nicaragua = Spagnolo per Nicaragua
- Niger = Francese per Niger
- Nigeria = Inglese per Nigeria
- Nihon / 日本 = Giapponese per Giappone
- Ningizumu Africa = Zulu per Sudafrica
- Niue = Inglese per Niue
- Norfolk Island = Inglese per Isola Norfolk
- Norge = Bokmål norvegese per Norvegia
- Noreg = Nynorsk norvegese per Norvegia
- Northern Mariana Islands = Inglese per Isole Marianne Settentrionali
- Nouvelle-Calédonie = Francese per Nuova Caledonia

## O
- Österreich = Tedesco per Austria
- Ou Mun / 澳門  = Cantonese per Macao
- O'zbekiston / Ўзбекистон = Uzbeko per Uzbekistan
- Oman = italiano per Oman

## P
- Pākistān / پاکستان = Urdu per Pakistan
- Palau = Inglese per Palau
- Panamá = Spagnolo per Panama
- Papua Niugini = Tok Pisin per Papua Nuova Guinea
- Paraguái = Guarani per Paraguay
- Paraguay = Spagnolo Paraguay
- Perú = Spagnolo per Perù
- Pilipinas = Filipino/Tagalog e Bisaya per Filippine
- Piruw = Quechua e Aymara per Perù
- Pitcairn Islands = Inglese per Isole Pitcairn
- Pitkern Ailan = Pitkern per Isole Pitcairn
- Poblacht na hÉireann = irlandese per Irlanda
- Polska = Polacco per Polonia
- Polynésie Française = Francese per Polinesia Francese
- Portugal = Portoghese per Portogallo
- Prathēt Thai / ประเทศไทย = Thai per Thailandia
- Pridnestrovye o Pridnestrovje / Приднестровье = Russo per Transnistria
- Puerto Rico = Spagnolo per Porto Rico

## Q
- Qaṭar / قطر = Arabo per Qatar
- Qazaqstan / Қазақстан = Kazako per Kazakistan
- Al-Qumur /القمر  = Arabo per Comore

## R
- Raja Anachakra Thai / ราชอาณาจักรไทย = Thai per Thailandia
- República Dominicana = Spagnolo per Repubblica Dominicana
- Republica Moldova = Rumeno e Moldavo per Moldavia
- République Centrafricaine = Francese per Repubblica Centrafricana
- România = Rumeno per Romania
- Rossiya or Rossija / Россия  // Rossiyskaya Federatsiya o Rossijskaja Federatsija / Российская Федерация = Russo per Russia
- Rwanda = Kinyarwanda, Francese e Inglese per Ruanda

## S
- Saint Helena = Inglese per Sant'Elena
- Saint Kitts and Nevis = Inglese per Saint Kitts e Nevis
- Saint Lucia = Inglese per Saint Lucia
- Saint-Pierre et Miquelon = Francese per Saint-Pierre e Miquelon
- Saint Vincent and the Grenadines = Inglese per Saint Vincent e Grenadine
- Sakartvelo / საქართველო = Georgiano per Georgia
- Samoa = Samoano e Inglese per Samoa
- San Marino = Italiano per San Marino
- São Tomé e Príncipe = Portoghese per São Tomé e Príncipe
- Schweiz = Tedesco per Svizzera
- Sénégal = Francese per Senegal
- Sesel = Seselwa per Seychelles
- Seychelles = Inglese e Francese per Seychelles
- Shqipëria = Albanese per Albania
- Serra Leoa = Portoghese per Sierra Leone
- Singapore = Inglese per Singapore
- Singapura = Malay per Singapore
- Slovenija = Sloveno per Slovenia
- Slovensko = Slovacco per Slovacchia
- Solomon Islands = Inglese per Isole Salomone
- Somaliland = Somalo per Somaliland
- As-Sūmāl,Soomaliya = Arabo e Somalo per Somalia
- South Africa = Inglese per Sudafrica
- South Sudan = Inglese per Sudan del Sud
- Srbija / Србија = Serbo per Serbia
- Sri Lankā = Sinhala per Sri Lanka
- Stînga Nistrului = Moldavo per Transnistria
- as-Sūdān / السودان = Arabo per Sudan
- Suid-Afrika = Afrikaans per Sudafrica
- Suisse = Francese per Svizzera
- Suomi = Finnico per Finlandia
- Suriname = Olandese per Suriname
- Sūriyah / سورية = Arabo per Siria
- Svalbard = Norvegese per Svalbard
- Sverige = Svedese per Svezia
- Svizra = Reto-Romancio per Svizzera
- Svizzera = Italiano per Svizzera
- Swaziland = Inglese per eSwatini

## T
- Táiwān o T'ai-wan / 台灣 = Cinese per Taiwan
- Tanzania = Swahili per Tanzania
- Tašād / تشاد = Arabo per Ciad
- Tchad = Francese per Ciad
- Timor-Leste = Portoghese per Timor Est
- Timor Lorosa'e = Tetum per Timor Est
- Tojikistan / Тоҷикистон = Persiano (Tajiko-Persiano) per Tagikistan
- Togo = Francese per Togo
- Tokelau = Inglese per Tokelau
- Tonga = Tongano e Inglese per Tonga
- Trinidad and Tobago = Inglese per Trinidad e Tobago
- Tristan da Cunha = Portoghese per Tristan da Cunha
- Turks and Caicos Islands = Inglese per Turks e Caicos
- Tūnis / تونس = Arabo per Tunisia
- Türkiye = Turco per Turchia
- Türkmenistan = Turkmeno per Turkmenistan
- Tuvalu = Tuvalano e Inglese per Tuvalu

## U
- Uburundi = Kirundi per Burundi
- Uganda = Inglese per Uganda
- Ukrayina o Ukrajina / Україна = Ucraino per Ucraina
- ʿUmmān / عمان = Arabo per Oman
- United Kingdom = Inglese per Regno Unito
- United States of America = Inglese per Stati Uniti d'America
- Al-Urdunn / الاردن = Arabo per Giordania
- Uruguay = Spagnolo per Uruguay
- Uvea mo Futuna = Fakauvea e Fakafutuna per Wallis e Futuna
- Ŭzbekiston o Özbekistân / Ўзбекистон = Uzbeko per Uzbekistan

## V
- Vanuatu = Bislama, Inglese e Francese per Vanuatu
- Venezuela = Spagnolo per Venezuela
- Việt Nam = Vietnamita per Vietnam
- Virgin Islands = Inglese per Isole Vergini Americane
- Viti = Figiano per Figi

## W
- Waitikubuli = Kalinago per Dominica

## X
- Xiānggǎng / 香港 = Mandarino per Hong Kong
- Xinjiapo / 新加坡 = Cinese per Singapore
- Xussar Iryston / Хуссар Ирыстон = Osseziano per Ossezia del Sud

## Y
- Al-Yaman / اليمن = Arabo per Yemen
- Yisra'el / ישראל = Ebraico per Israele
- Yuzhnaya Osetiya o Južnaja Osetija / Южная Осетия = Russo per Ossezia del Sud

## Z
- Zambia = Inglese per Zambia
- Zimbabwe = Inglese per Zimbabwe
- Zhōngguó / 中国 = Mandarino per Cina